# 小倉村 (長野県)
小倉村（おぐらむら）は長野県南安曇郡にあった村。現在の安曇野市三郷小倉にあたる。

## 地理
- 山：金比良山、黒沢山
- 河川：黒沢川

## 歴史
- 1893年（明治26年）5月17日 - 科布村の一部（小倉）が分立して発足。
- 1954年（昭和29年）6月1日 - 温村・明盛村と合併して三郷村が発足。同日小倉村廃止。